# Nina Kinert
Nina Kinert Levahn (nascida Nina Micaela Kinert, em Estocolmo, 26 de setembro de 1983) é uma cantora, compositora e instrumentista sueca. Sua sonoridade é considerada uma fusão entre a música pop com o folk, o country, o blues e o electropop.

## Biografia
Nina Micaela Kinert nasceu em Estocolmo no dia 26 de setembro de 1983.

## Carreira
Em 2004, Nina lançou seu primeiro álbum Heartbreaktown em sua própria gravadora, a Another Records (subsidiária da Sony Music), que foi inicialmente conhecido apenas regionalmente na Suécia. Na sequência vieram o extended play Visitor e o álbum Let There Be Love, emitidos na filial sueca da V2 Records em 2005. Let There Be Love foi produzido em parceria com o produtor musical Love Olzon e seu irmão Simon Ryman. Em 26 de dezembro de 2006, foi convidada para uma apresentação num memorial para as vítimas suecas do tsunami na Tailândia, em 2004.
Entre 2006 e 2007 ela foi apresentada pela artista musical norueguesa Ane Brun em suas turnês (Live in Scandinavia, 2007). A parceria das duas nos palcos recebeu vários elogios da mídia sueca. Estabelecida com o apoio de Brun, Kinert ganhou destaque em 2007 após o uso de sua canção "Through Your Eyes" em uma campanha de publicidade mundial para a companhia de carros sueca SAAB. O sucesso fez com que Kinert relançasse o álbum Let There Be Love em 29 de agosto de 2007, com a inclusão de "Through Your Eyes" como faixa bônus.
Em outubro de 2007, Kinert foi destaque no álbum Slope, de Steve Jansen, cantando em "Playground Marthyrs (Reprise)". Em 4 de abril de 2008, lança seu terceiro álbum, intitulado Pets & Friends, o último através da Another Records. O material rendeu os singles "Combat Lover", "The Art Is Hard" e "Beast", sendo este último o primeiro single a entrar numa tabela musical. Em 2009, faz trabalhos como compositora para a cantora Anna Ternheim e atua como vocal de apoio no álbum Sinkadus, de Kristofer Åström.
Em 10 de novembro de 2010, Kinert lança o álbum Red Leader Dream, inspirado na trilogia de Star Wars. Foi emitido pela Ninkina Recordings, seu novo selo próprio a partir deste álbum, e gravado totalmente pela Grammofonstudion, em Gotemburgo. A obra originou os singles "Play the World" e "Tiger You". Após o lançamento do álbum, Kinert passa a experimentar o estilo eletrônico em seus trabalhos. Ela conhece o produtor dinamarquês Tomas Barfod e começam a fazer música juntos. Em 2012, Barfod lança o álbum Salton Sea contendo duas parcerias com Nina, "November Skies" e "Till We Die". Influenciada pelo produtor, Nina passa a utilizar Nina K para assinar seus novos trabalhos em dupla. Em janeiro de 2014, lançam o single "Pulsing".
Em 13 de fevereiro de 2014, é lançado o EP All Dark Places, uma parceria com o grupo de música eletrônica CMG. No Brasil, com a estreia da telenovela Geração Brasil, da Rede Globo, Kinert vira destaque ao ter a música "Combat Lover" inclusa em sua trilha sonora. Em 10 de junho de 2014, Tomas Barfod lança o álbum Love Me, contendo quatro parcerias com Kinert. O trabalho em conjunto recebeu diversas críticas positivas da mídia especializada.
No início de 2015, Nina passou a oficializar o nome Nina K em suas novas produções solo e confirma que seu próximo álbum iria se chamar On Ice. O primeiro single do material, intitulado "Impossible", estreou em 17 de abril. Duas semanas depois, o vídeo musical que acompanha é lançado. Em 25 de setembro, lança o segundo single, "Feels Better". "On Ice" foi lançado em 27 de novembro, através da Ninkina Recordings. Em 8 de abril de 2016, Kinert realizou uma única apresentação de todas as faixas do disco em um show intitulado On Ice in Concert.
Kinert retornou com seu nome artístico original, em anúncio publicado nas redes sociais em 31 de dezembro de 2017, além de anunciar seu novo álbum Romantic. O primeiro single do material, intitulado "Der Dom, il Duomo", estreou em 13 de abril de 2018 juntamente com seu vídeo musical. O lançamento marca seu retorno a V2 Records.

## Características musicais

### Estilo
Sob a grande influência da música country, ela começou a escrever letras para cantar, e continuou em seu caminho para a carreira musical com estudos vocais contínuos. Inicialmente, seu estilo musical é caracterizado como uma mistura de folk, pop, country e blues e suas letras tinham um estilo melancólico.

### Influências
Para produzir On Ice, Kinert cita como influências musicais Mariah Carey, Enya, Whitney Houston, Sade e Sinead O'Connor, onde descreve-as como suas "heroínas da juventude".

## Vida pessoal
É casada com o artista musical sueco Pontus Levahn, com quem tem uma filha. Kinert é admiradora da trilogia Star Wars, tendo nomeado um álbum inspirada num piloto de seus primeiros filmes.

## Discografia

### Álbuns
- Heartbreaktown (Another, 2004)
- Visitor (EP, V2 Suécia, 2005)
- Let There Be Love (V2, 2005.[39] Relançado com a faixa bônus "Through Your Eyes" em 29 de agosto de 2007[15][14])
- Pets & Friends (Another, 2008)
- Red Leader Dream (Ninkina, 2010)[24]
- On Ice (Ninkina, 2015)
- Romantic (Ninkina/V2, 2018)

## Prêmios e indicações
| Ano  | Cerimônia | Categoria                     | Recipiente | Resultado |
| ---- | --------- | ----------------------------- | ---------- | --------- |
| 2016 | Grammis   | Álbum eletrônico/dance do ano | On Ice     | Indicado  |